# Colias arida
Colias arida is een vlindersoort uit de familie van de Pieridae (witjes), onderfamilie Coliadinae.
Colias arida werd in 1889 beschreven door Alphéraky.